# Scopula rhodocraspeda
Scopula rhodocraspeda är en fjärilsart som beskrevs av Louis Beethoven Prout 1932. Scopula rhodocraspeda ingår i släktet Scopula och familjen mätare. Inga underarter finns listade.